# Валер'яна трикрила
Валер'яна трикрила (Valeriana tripteris) — вид квіткових рослин родини жимолостевих (Caprifoliaceae).

## Біоморфологічна характеристика
Це багаторічна рослина 20–50 см заввишки, гола, сизувата, з дерев'янистим стеблом, розгалужена, запашна, має кілька родючих і безплідних стебел. Стебла ребристі, прості, дрібно запушені у вузлах. Листя попелясто-зеленого кольору; прикореневе й нижньо-стеблове — велико зубчасте й на довгих ніжках, (5)25–45 × (5)10–25(30) мм; стеблове — майже сидяче, (20)30–50(55) × 10–30(45) мм, з 3 сегментами, кінцеві більші, зубчасті чи надрізані. Приквітки із залозистими чи волосистими краями. Квітки рожеві, в дещо нещільних і розлогих щитках. Плід голий, овальний.

## Поширення
Європа: Австрія, Болгарія, Чехія, Словаччина, Франція, Німеччина, Греція, Угорщина, Італія, Польща, Румунія, Іспанія, Швейцарія, Україна, Словенія, Хорватія, Боснія й Герцеговина, Сербія й Косово.
В Україні вид росте у тінистих лісах, чагарниках, на скелях, у порубках — у Карпатах.

## Галерея

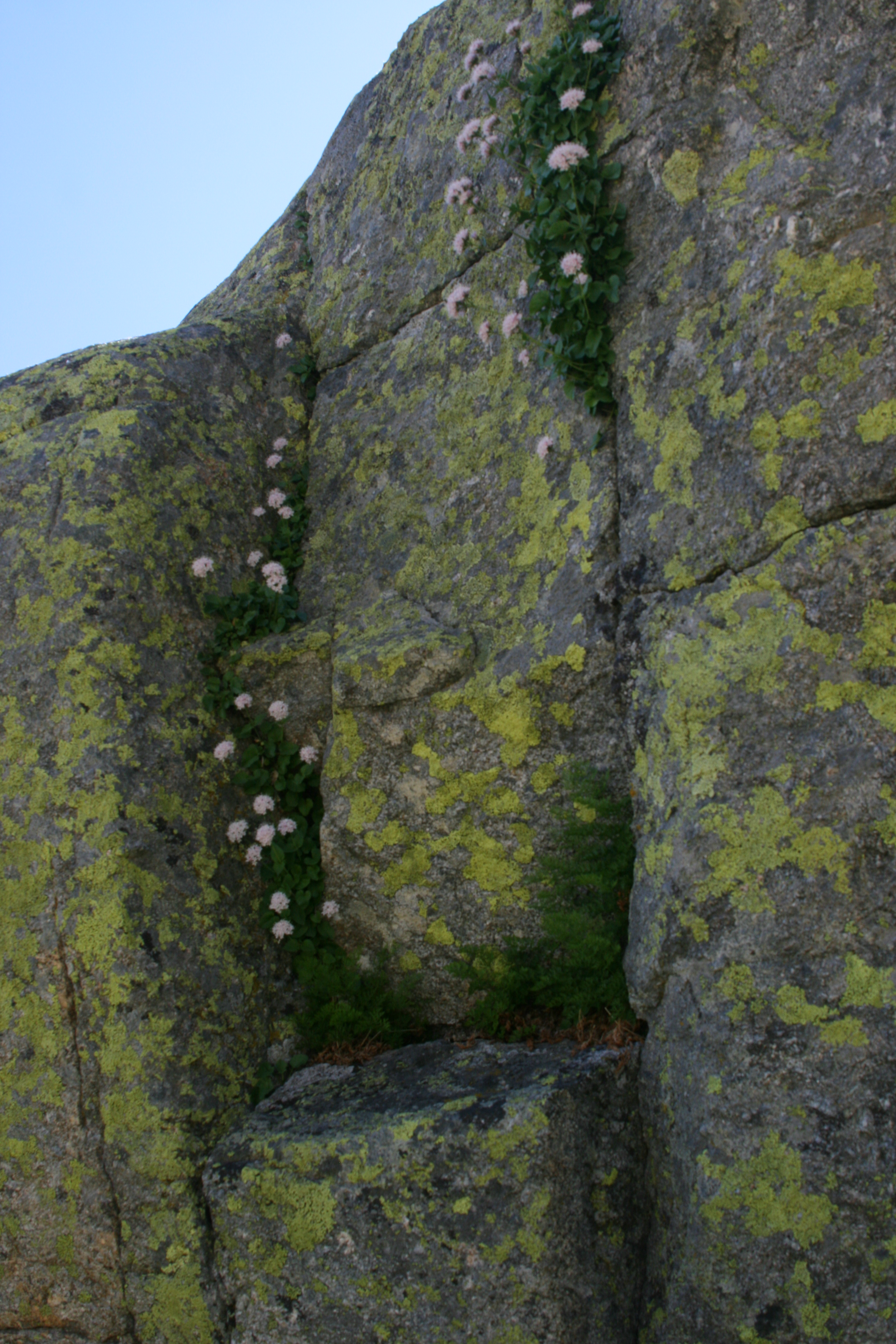
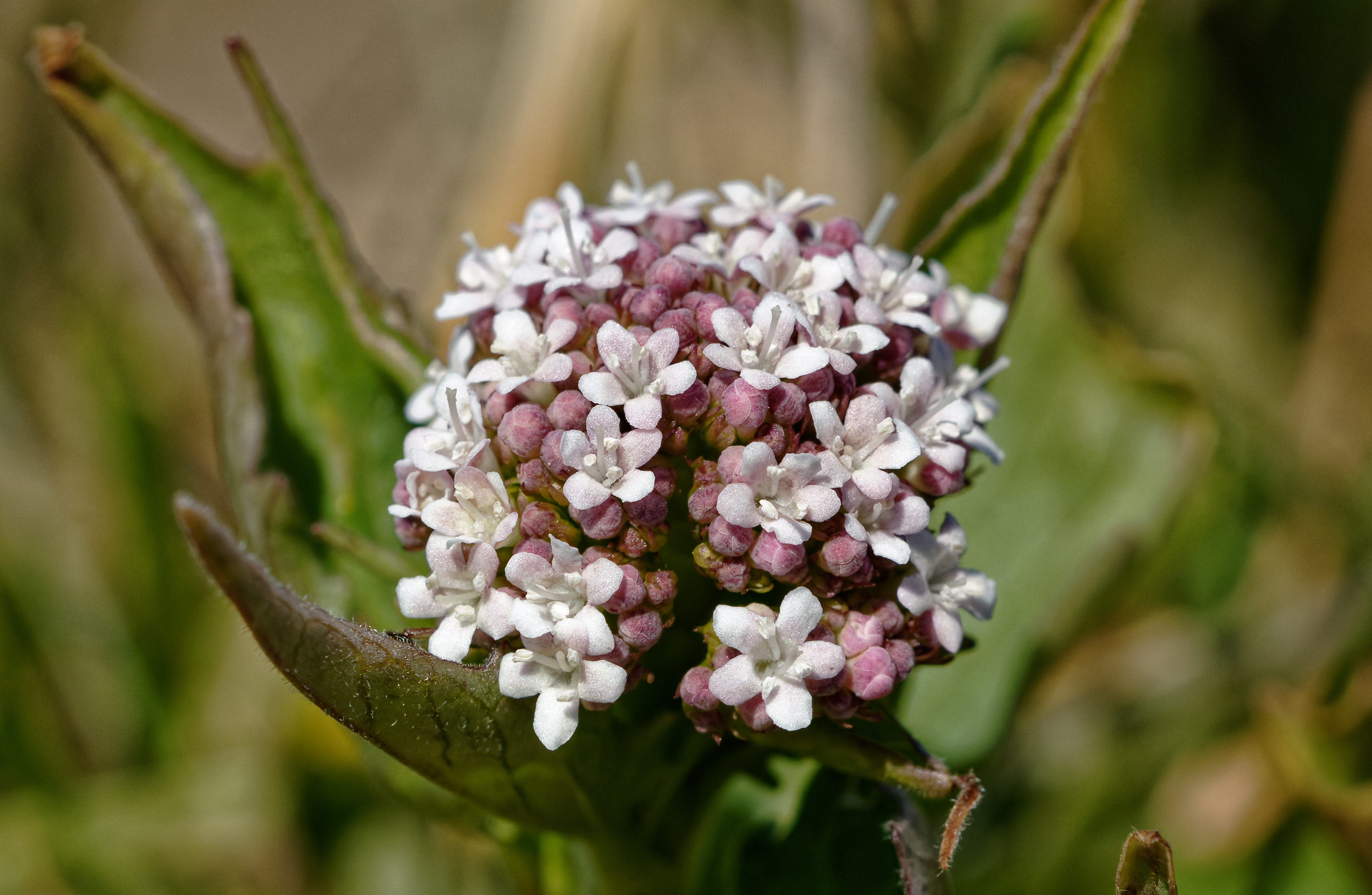
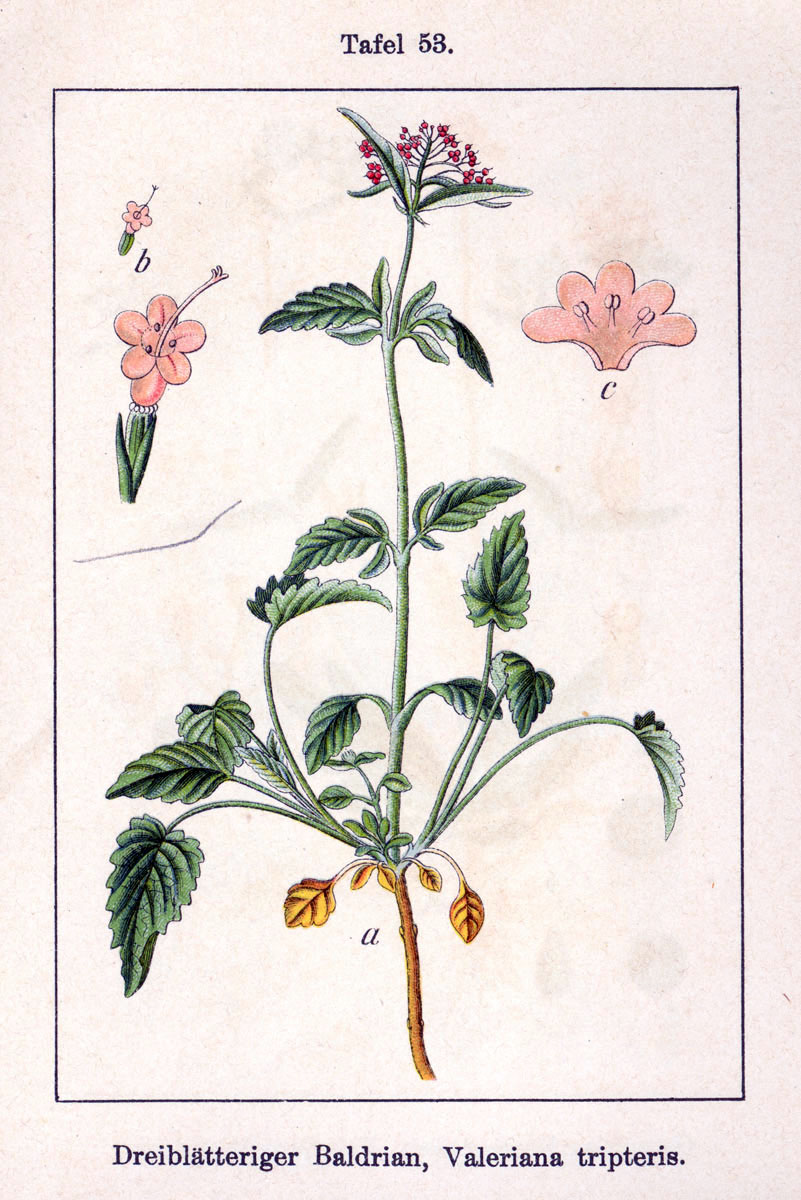